# Camille Barrère
Camille Barrère, född 23 november 1851, död 7 oktober 1940, var en fransk diplomat.
Barrère deltog som 20-årig yngling i kommunardupproret i Paris 1871 och tvingades efter att detta slagits ned fly utomlands, men tilläts återvända vid den allmänna amnestin 1879 och anslöt sig till opportunistpartiet. Han var 1883–1885 generalkonsul i Kairo, 1885–1888 fransk minister i Stockholm, därefter i München. Barrère presiderade vid internationella sundhetskongressen i Paris 1894 och utnämndes, efter att även ha varit sändebud i Bern, till fransk ambassadör i Rom. Där inriktade han sig på att spränga trippelalliansen mellan Italien, Tyskland och Österrike-Ungern, och närma Italien till Frankrike och Ryssland. Frukterna av hans arbete visade sig under första världskriget, då Italien bytte sida. Vid Raymond Poincarés fall i juni 1924 återkallades Barrère från ambassadörsposten i Rom.